# ホンジュラスの経済
ホンジュラスの経済（ホンジュラスのけいざい）では、ホンジュラスの経済について述べる。

## 対外債務
征服以前、ホンジュラスの先コロンブス期の人々は、物々交換やカカオの種などの金銭的価値のある物の交換に基づく貿易形態をとっていた。ホンジュラスはメソマリカの中央に位置し、多くの文化が辺境で互いに貿易を行っていた中間地域である。回。
スペイン統治の300世紀の間に、ホンジュラスは銀鉱床があったため、鉱業においてあまり重要ではなくなりました。畜産業も盛んでしたが、ホンジュラスは主に農業が続きました。ホンジュラスの農地は広大で、スペイン植民地時代と中央アメリカ連邦の一部となった後もその状態が続きました。
ホンジュラスの現代経済史は複雑ですが、外部からの影響、国内の課題、負債に要約できます。借金問題の例としては、1866 年の鉄道スキャンダルがあります。
マルコ・アウレリオ・ソト大統領の下で自由主義的改革が行われるまで、ホンジュラスの国際競争力は低く、その背景には農業国であり、物資輸送のための適切なインフラがほとんど、またはまったく整備されていなかったことが挙げられます。谷や山が多い地形のため、物資の輸送が遅くなります。
1847年に彼は中国語の発展を阻止するために介入した。一度鉄道が建設されてしまうと、パナマ運河に投じた資金を回収するのが困難だからである。
1864年、ホセ・マリア・メディナが大統領になった。メディナは頓挫していた鉄道計画を実現しようと、1866年3月に欧州へ2人の使者を送った。フランス人のビクトル・エランと邦人外交官のカルロス・グティエレスである。2人は100万ペソの借款を25年無利子でとりつけてきたが、しかし後で信用履歴のひどさが露見する。
中米各国は、独立時に内紛などで資金をイギリスから借款で得ていた。その後、中米が分裂すると、イギリス領事の調停により各国に負債が分散された。コスタリカ、エルサルバドル、グアテマラは返済に手をつけていたが、ホンジュラスとニカラグアは未返済ということが判った。独立当初にホンジュラスが抱えていた債務は2万700ポンドで、1867年には利子などでおよそ9万ポンドにもふくらんだ。この他に、過去の政権の負債が続々と判明して債務は3万ポンドくらい増えた。
ホンジュラスは返済の意思を示さなくてはならなかった。そこでまず、9000ポンドを年利5％で借りて返済し、鉄道資金を得るための交渉の糸口にしようとした。そして1867年3月、100万ポンドの融資を得た。10月も100万ポンドを得た。債務はいずれも毎年14万ポンドずつ15年返す契約であった。政府は借りに借りまくり、元本総額は600万ポンドにのぼった。
自由主義的な改革はホンジュラス国民にいくらかの希望をもたらすだろう。その目的は、外国からの投資を求めることで、ほぼ封建的な国家であった国を法的にも経済的にも近代的な西洋共和国へと変革することだった。ホンジュラスの歴史家によれば、この改革は近代化と資本主義の推進によるわずかな経済成長、カトリック教会を制限した世俗国家と教育の確立、新しいインフラの建設などの利益をもたらしたが、その目的は完全には達成されなかった、あるいは少なくとも、汚職の問題と政治家の関心がほとんどなかったために不完全であったと言える。
しかし、実際に鉄道敷設へ使われたのは約30万ポンドにとどまり、結局69kmしか延びなかった。借款の大部分は欧州の金融ブローカーや、政府派遣団が横領したとみられる。事実、グティエレスは豪邸を建てている。これが鉄道スキャンダルである。
1950年代のフアン・マヌエル・ガルベス政権時代に最後の返済があり、それ以来、ホンジュラスは借り換えばかりしている。

## 新自由主義経済
ホセ・シモン・アスコナ・デル・オヨ（1927-2005）は、1985年11月29日の選挙により大統領となった。日本に先駆けるかのように「失われた10年」と呼ばれた不況期の就任であった。32億ドルの債務のうち、対外債務だけをとってもGDPの44％にのぼった。また、1980年代の政府はエル・カホン水力発電所を建設しようと、対外債務の半分をつぎこんでいた。1989年、5700万ドルのデフォルトにより、世界銀行からは新規借款受け取り国として不適切だと指をさされ、双子の赤字に苦しむアメリカも援助の中断を決めた。
ラファエル・レオナルド・カジェハス・ロメロが1990年に大統領となり、政権交代が実現した。カジェハスは米国の大学で農業経済を専攻、帰国後は経企庁長官や農業・資源大臣などを歴任していた。選挙参謀の富豪リカルド・マドゥーロを無任所大臣格の経済顧問にすえて、新自由主義をめざした経済改革を行った。IMFの構造調整は全面的に受け入れた。規制緩和、貿易の自由化、外国投資の自由化、民営化といったものを推進した。緊縮財政、公務員の削減をとっても、日本の新自由主義場化と重なるところが多い。
副作用は相当なものであった。通貨レンピラは、それまで1ドル2レンピラだったのが、1990年3月には4.3レンピラに暴落した。輸入品の高騰は消費者物価を直撃。1990年を基準にすると、翌年は1.3倍。1993年には1.6倍まで跳ね上がった。また、緊縮財政で補助金がカットされていったせいで、公共料金も水道からゴミ処理に至るまで軒並みに上がった。
この政権は末期になると、公権濫用と汚職疑惑で本格的に捜査、告訴された。カジェハス自身と周辺の高官、親族、軍高官に対し、大統領府機密費の流用、外人への旅券不発発給、大統領府が主導した石油安定基金の2億8000万レンピラとも言われる使途不明金、大統領が支持した公共事業通信交通省の機材の不正払い下げ、森林庁の使途不明金など、数え切れない容疑であった。1996年末には当局が麻薬取引容疑の捜査が国会議員に妨害されていると発表。裁判所は爆弾テロに遭った。カジェハスは不逮捕特権を利用して訴追を逃れた。彼の所属する国民党は国民の支持を失った。

## 我々のルーツ
政府は1995年、少数民族を対象にした貧困削減戦略「我々のルーツ」にとりかかった。2年後、世界銀行が資金・技術援助を開始。戦略は2010年まで実施された。資源は各民族の人工比率とプログラム遂行能力に応じて割り当てられ、少数民族が求める道路の建設や修復、教育や福祉の分野に集中投下された。
戦略は当初、激しい批判にさらされた。カリブ海沿岸に住むガリフナという少数民族がいる。彼らの代表セレオ・アルバレス・カシルドの請願書「ガリフナ共同体の土地問題」によると、世銀は1990年代の「国土大改造計画」に貧困削減戦略よりも資金を出しており、計画がもとでガリフナは土地を奪われている。開発業者が土地権利関係の曖昧である隙につけこんだのである。
戦略が終了してから、世銀は汚職などの欠陥を報告している。
政治記者マヌエル・トレス・カルデロンは次のように指摘する。
--ホンジュラスの政策は事実上、世銀やIMF、米州開発銀行や米国国際開発庁がつくっている--
パワーバランスの背景には移民の多さがあるかもしれない。アラブ系やユダヤ系の移民は、数に物をいわせてホンジュラスの経済を左右している。鉄道スキャンダルでふれたメディナ政権が1866年移民法を制定し、特権的待遇を約束した。そして、オスマン帝国崩壊の前後に多くやってくるようになった。
1910年頃、アラブ系移民はコルテス県で寡頭制の支配層となりつつあった。彼らは現代にもなると社会的地位が磐石である。たとえばファラフ一族やアタラ一族は世界金融グループのen:Ficosa などを所有する。
ユダヤ系移民は、セファルディムの詳細が不明。アシュケナジムは先のアラブ系と同じく移民法をきっかけに定住した。しかし、国籍がドイツとかロシアとかさまざまであったがゆえに数が不明である。最富裕層といわれるハイメ・ローセンタールとジルベルト・ゴールドステインがグルーポ・コンチネンタルというコングロマリットを所有している。さらに、ローセンタール家は自由党で、ゴールドステイン家は国民党で、入閣するなどして政府の要職に就いている。
ユダヤ系の代表格で、モルドバ出身のアメリカ人であったサミュエル・ゼムレーがいる。彼はクヤメル・フルーツ会社を興してプランテーションを営み、ユナイテッド・フルーツと鎬を削った。UFC は1913年すでに政府と契約し、テラ鉄道会社およびトルヒージョ鉄道会社を設立していた。しかし、ゼムレーはボニージャ大統領を支援して政府に影響力を持つ相手であった。そこでウォール街大暴落 (1929年)から間もない11月、互いに自社株を交換した。UFC はクヤメル社を吸収。ゼムレーはUFC の筆頭株主となった。翌年、UFC を買収。1951年まで経営権を握った。1941年にはパン・アメリカン農業大学を創立している。時を経て1975年4月8日、旧UFC ユナイテッド・ブランズの株取引がすべての証券取引所で停止された。これは、同社が政府高官数人へ125万ドルの賄賂を供与した事実が公となったからである。高官の一人オズバルド・ロペス・アレジャンス将軍は、スイス銀行のナンバーアカウントを通して賄賂の一部を受け取った。
アラブ・ユダヤ以外では、シチリアから米国籍でやってきたヴァッカロ兄弟がいる。1906年にヴァッカロブラザーズを設立し、同年に政府と55年間の契約をする。同社が鉄道と埠頭を建設する見返りに、鉄道敷設1km につき250ha の無償利用を認め、輸出税を免除された。1913年に同社が設立したアトランティダ銀行は、ホンジュラス中央銀行ができる1950年まで通貨発行権を握った。